# Шарантне
Шарантне (фр. Charentenay) насеље је и општина у источном делу централне Француске у региону Бургоња, у департману Јон која припада префектури Осер.
По подацима из 2011. године у општини је живело 317 становника, а густина насељености је износила 21,65 становника/km². Општина се простире на површини од 14,64 km². Налази се на средњој надморској висини од 300 метара (максималној 337 m, а минималној 168 m).

## Демографија
| 1962. | 1968. | 1975. | 1982. | 1990. | 1999. | 2011. |
| ----- | ----- | ----- | ----- | ----- | ----- | ----- |
| 306   | 339   | 303   | 274   | 237   | 255   | 317   |

График промене броја становника у току последњих година